# Monfiorito da Pola
Monfiorito Castropola (? – 1278 v Pule) byl benátský šlechtic a istrijský politik.

## Život
Monfiorito Castropola se narodil pravděpodobně mezi léty 1200 - 1210 v Pule jako první ze čtyř synů Galvana Castropoly. Do dějin se zapsal svým konfliktem s Adalbertem, biskupem v Poreči. Předmětem sporu byl hrad v Pule, který Monfiorito zakoupil od benátského patriarchy, ale který si zároveň nárokoval biskup Adalbert. Spor byl vyřešen ozbrojeným střetnutím, ve kterém monfioritovi vojáci, pravděpodobně s podporou vojáků benátského patriarchy, zvítězili. Monfiorito pak získal kontrolu nejen nad Pulou, ale i nad širokým okolím.
Po získání zásadního vlivu na dění v celé západní Istrii se Monfiorito cítil být dosti silný, aby se mohl osamostatnit a zbavit závislosti na benátském patriarchovi. Pula pod jeho vedením vyhlásila nezávislost, s čímž se ovšem Benátky nehodlaly smířit a poslušnost si vymohly násilím. Začátkem roku 1243 byl Monfiorito poražen a nucen přísahat věrnost a věčné spojenectví Benátkám. Roku 1258 Monfiorito tuto přísahu porušil a proti vůli patriarchy dobyl město Motovun. Avšak v následném ozbrojeném konfliktu byl patriarchou poražen a nucen se města vzdát a ze svého uhradit škody svým jednáním způsobené.
V roce 1271 přežil Monfiorito spiknutí šlechtické rodiny Jonatů, které si kladlo za cíl vyvraždit rod Castropolů. V roce 1278 získal Monfiorito město Dvigrad a stal se vrchním soudcem istrijského markrabství. V tomtéž roce také zemřel.
Monfiorito da Castropola položil základ rodové moci v Istrii. Rodina Castropolů v následujících desetiletí získala kontrolu téměř nad celou západní, jižní a střední Istrií.

## Potomci
- Glicerio Castropola